# Pseudorthodes togata
Pseudorthodes togata là một loài bướm đêm trong họ Noctuidae.